# Allan Kennedy
Allan Stephen Kennedy (Vancouver, 8 de janeiro de 1958) é um ex-jogador profissional de futebol americano canadense.

## Carreira
Allan Kennedy foi campeão da temporada de 1984 da National Football League jogando pelo San Francisco 49ers.